# 땅끝대로
땅끝대로(Ttangkkeut-daero)는 전라남도 해남군 해남읍 고도리 고도 교차로와 북평면 남창리 남창교를 잇는 전라남도의 도로이다. 해남군과 완도군을 잇는 핵심도로이며, 해남 지역의 유명 관광지인 땅끝마을을 상징한다.

## 연혁
- 1993년 1월 19일 : 남창우회도로(해남군 북평면 남창리) 980m 구간 개통[1]
- 1999년 6월 10일 : 남창교(완도군 군외면 원동리 ~ 해남군 북평면 남창리) 560m 구간 개통, 기존 230m 구간 폐지[2]
- 2007년 8월 31일 : 삼산 ~ 해남간 도로(해남군 현산면 고현리 ~ 해남읍 용정리) 10.7km 구간 확장 개통[3]
- 2009년 7월 3일 : 2개 이상 시·군에 걸쳐 있는 광역도로로 남창로를 고시[4]
- 2012년 9월 27일 : 해남군 북평면 남창리 ~ 현산면 고현리 12.76km 구간 확장 개통, 기존 해남군 북평면 남창리 ~ 현산면 읍호리 10.28km 구간 폐지[5]

## 주요 경유지
전라남도
- 해남군 (해남읍 · 삼산면 · 현산면 · 북평면)

## 노선
| 이름                       | 접속 노선                                                   | 소재지 | 소재지                                                                           | 비고                                                       |
| -------------------------- | ----------------------------------------------------------- | ------ | -------------------------------------------------------------------------------- | ---------------------------------------------------------- |
| 고도 교차로                | 남부순환로 중앙2로                                          | 해남군 | 해남읍                                                                           |                                                            |
| 고도교                     |                                                             | 해남군 | 해남읍                                                                           |                                                            |
| 해남 교차로                | 국도 제13호선 국도 제18호선 (공룡대로)                      | 해남군 | 해남읍                                                                           | 국도 제13호선 구간                                         |
| 안동 간이교차로 (안동육교) | 해남화산로                                                  | 해남군 | 해남읍                                                                           | 국도 제13호선 구간 완도 방면 진입 불가 해남 방면 진출 불가 |
| 부흥교 고수육교            |                                                             | 해남군 | 해남읍                                                                           | 국도 제13호선 구간                                         |
| 용암교 삼산교              |                                                             | 해남군 | 삼산면                                                                           | 국도 제13호선 구간                                         |
| 삼화 교차로 (삼화육교)     | 북부길                                                      | 해남군 | 삼산면                                                                           | 국도 제13호선 구간                                         |
| 화산면진입로 (원진교)      | 해남화산로                                                  | 해남군 | 삼산면                                                                           | 국도 제13호선 구간 완도 방면 진출만 가능                   |
| 구시터널                   |                                                             | 해남군 | 삼산면                                                                           | 국도 제13호선 구간 완도 방면 연장 563m 해남 방면 연장 631m |
| 구시터널                   | 현산면                                                      | 해남군 |                                                                                  | 국도 제13호선 구간 완도 방면 연장 563m 해남 방면 연장 631m |
| 구시 간이교차로 (오시육교) | 오시골길                                                    | 해남군 | 국도 제13호선 구간                                                               |                                                            |
| 오시교                     |                                                             | 해남군 | 국도 제13호선 구간                                                               |                                                            |
| 구시 교차로 (구시육교)     | 지방도 제806호선 (고산로) 해남화산로                        | 해남군 | 국도 제13호선 구간 지방도 제806호선 구간                                         |                                                            |
| 구시교                     |                                                             | 해남군 | 국도 제13호선 구간 지방도 제806호선 구간                                         |                                                            |
| 고현삼거리                 | 현산북평로                                                  | 해남군 | 국도 제13호선 구간 지방도 제806호선 구간                                         |                                                            |
| 고현교                     |                                                             | 해남군 | 국도 제13호선 구간 지방도 제806호선 구간                                         |                                                            |
| 일평 교차로                | 현산북평로                                                  | 해남군 | 국도 제13호선 구간 지방도 제806호선 구간 완도 방면 진출 불가 해남 방면 진입 불가 |                                                            |
| 고담 교차로 (고담교)       | 백방산길                                                    | 해남군 | 국도 제13호선 구간 지방도 제806호선 구간 완도 방면 진출만 가능                   |                                                            |
| 성매 교차로                | 지방도 제806호선 (땅끝해안로) 현산북평로                    | 해남군 | 국도 제13호선 구간 지방도 제806호선 구간                                         |                                                            |
| 황산 교차로                | 현산북평로                                                  | 해남군 | 국도 제13호선 구간                                                               |                                                            |
| 황산교 구산2교 구산1교     |                                                             | 해남군 | 국도 제13호선 구간                                                               |                                                            |
| (생태통로)                 |                                                             | 해남군 | 국도 제13호선 구간 연장 약 95m                                                   |                                                            |
| 방두교                     |                                                             | 해남군 | 북평면                                                                           | 국도 제13호선 구간                                         |
| 남창 교차로                | 국도 제77호선 (땅끝해안로) 국가지원지방도 제55호선 (백도로) | 해남군 | 북평면                                                                           | 국도 제13, 77호선 구간                                     |
| 북평면사무소입구 교차로    | 청해진로 현산북평로 달량진길                                | 해남군 | 북평면                                                                           | 국도 제13, 77호선 구간                                     |
| 남창교                     |                                                             | 해남군 | 북평면                                                                           | 국도 제13, 77호선 구간                                     |
| 완도로와 직결              |                                                             |        |                                                                                  |                                                            |

## 주요 건물 및 시설
- 해남군수협 (전라남도 해남군 해남읍 땅끝대로 141)